# 제프 스트라이커

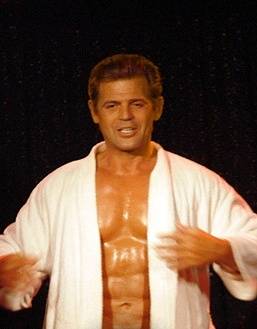
제프 스트라이커

제프 스트라이커(Jeff Stryker, 1962년 8월 21일 ~ )는 미국의 포르노 배우이다.